# Данилово (Окуловский район)
Данилово — деревня в Окуловском муниципальном районе Новгородской области, относится к Боровёнковскому сельскому поселению.
Деревня расположена на Валдайской возвышенности, в 36 км к северо-западу от Окуловки (68 км по автомобильной дороге), до административного центра сельского поселения — посёлка Боровёнка 26 км (38 км по автомобильной дороге).
В окру́ге расположены ещё три деревни: Полежалово и Верховик — в 3 км к западу, а также деревня Шешка — в 1 км к юго-востоку. Деревни Данилово и Сутоки Вторые — самые северные населённые пункты Окуловского района.

## Население
Численность постоянного населения деревни (2011 г.) — 3 человека.
| 2010 |
| ---- |
| 5    |

## История
В Новгородской губернии деревня была приписана к Каёвской волости Крестецкого уезда, а с 30 марта 1918 года Маловишерского уезда. До 2005 года деревня входила в число населённых пунктов подчинённых администрации Висленеостровского сельсовета.

## Транспорт
Ближайшая железнодорожная станция расположена в Торбино.